# 성도현
성도현은 대한민국의 배우이다.

## 학력
- 경희대학교 철학과 학사

## 출연작

### 영화
- 《그녀에게》 (2024년) - 진명 역
- 《리바운드》 (2023년) - 안양고 트레이너 역
- 《파로호》 (2022년) - 동진 역
- 《보이스》 (2021년) - 지능형사 3 역
- 《제8일의 밤》 (2021년) - 단속경찰 1 역
- 《서복》 (2021년) - 정보국 요원 (상황실) 역
- 《지푸라기라도 잡고 싶은 짐승들》 (2020년) - 행패남 역
- 《미스터 주: 사라진 VIP》 (2020년) - 최 중사 역
- 《아기와 나》 (2017년) - 원일 역
- 《침묵》 (2017년) - CCTV가게 출동경찰 역
- 《남한산성》 (2017년) - 근왕병 장수 1 역
- 《택시운전사》 (2017년) - 샛길 검문소 군인 역
- 《임금님의 사건수첩》 (2017년) - 홍도광 역
- 《재심》 (2017년) - 차 형사 역
- 《공조》 (2017년) - 검열원 1 역
- 《파파좀비》 (2016년) - 보모아빠들 역
- 《고산자, 대동여지도》 (2016년) - 여주주막 보부상 1 역
- 《무서운 이야기 3: 화성에서 온 소녀》 (2016년) - 컴퓨터 도우미 (목소리) 역
- 《무수단》 (2016년) - 북한군 11군단장교 역
- 《좋아해줘》 (2016년) - 새드라마 피디 역
- 《연평해전》 (2015년) - 윤영하해사동기 역
- 《판매왕 문구동》 (2014년)
- 《제보자》 (2014년) - 사장기사 역
- 《신이 보낸 사람》 (2014년) - 보위부원 2 역
- 《플랜맨》 (2014년) - 과거기자 2 역
- 《앱사피엔스》 (2013년) - 피터 역
- 《화이: 괴물을 삼킨 아이》 (2013년) - 석회공장 지원 조직원 역
- 《남쪽으로 튀어》 (2013년) - 김하수경호원 1 역
- 《늑대소년》 (2012년) - 검은 양복 1 역
- 《코리아》 (2012년) - 김민철 역

### 연극
- 《네버 더 시너》
- 《집으로》
- 《갑론을박》
- 《두 메데아》
- 《논쟁》

## 수상
- 2016년 제37회 서울연극제 미래야솟아라 연기상